# 登利平

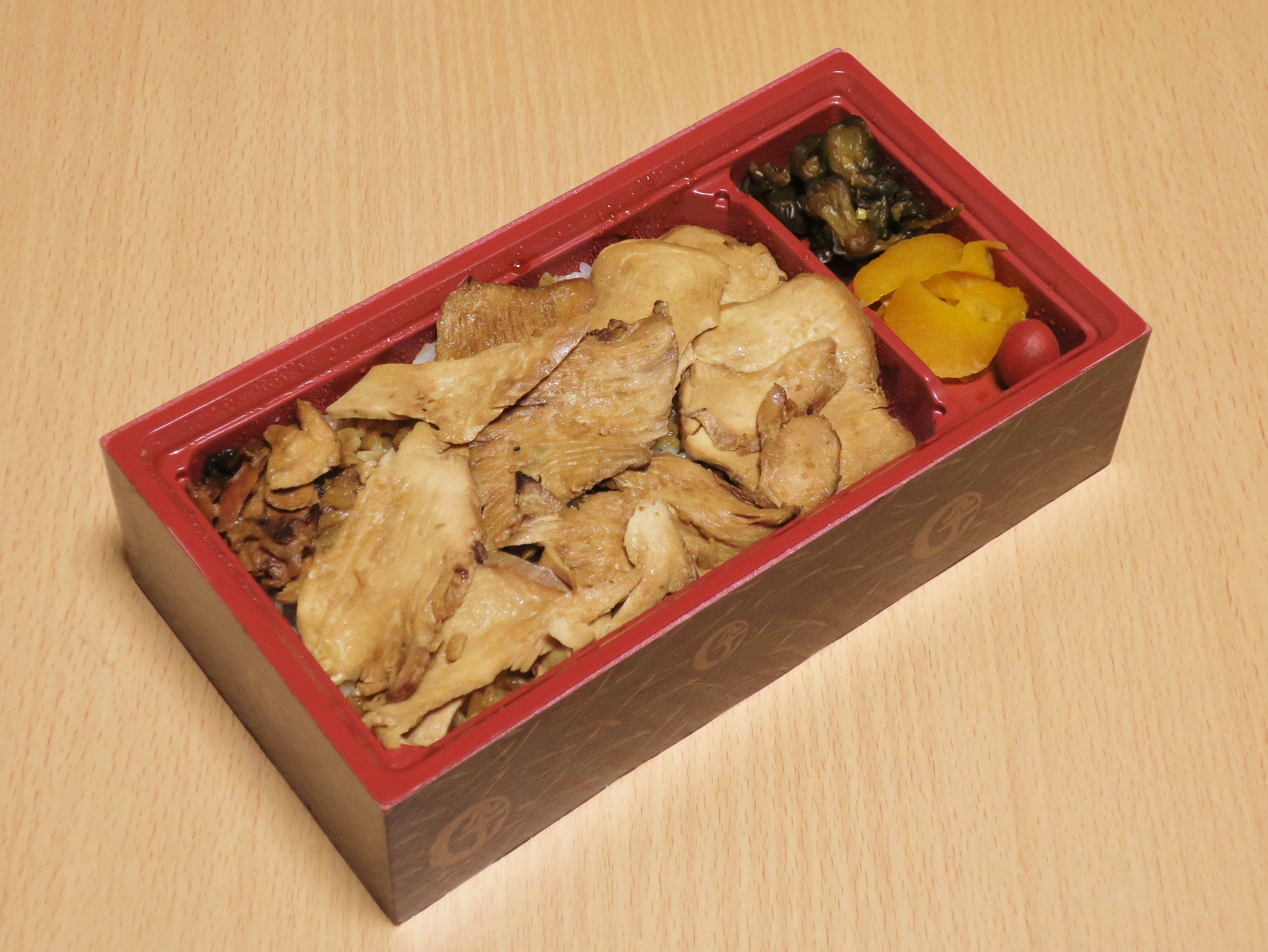
鳥めし竹弁当

登利平（とりへい）は、群馬県前橋市に本社を置く食品会社。1時間当たり1万食を供給可能なセントラルキッチンを持つ。

## 沿革
- 1953年、登利平を設立
- 1972年、有限会社登利平を設立
- 1977年、株式会社登利平を設立
- 2003年、ISO 9001を認証取得

## ネットワーク
- 本社　群馬県前橋市
- 受注配送センター　群馬県前橋市
- 直営店
  - 前橋市、高崎市、藤岡市、渋川市、富岡市、館林市、沼田市、安中市、桐生市、伊勢崎市、太田市、東松山市、本庄市、熊谷市、深谷市（2021年（令和3年）5月初旬にオープン予定）ほか

## 主な商品
同社の弁当商品は年間400万食が販売され、地元群馬県では地域の会合や運動会などに欠かせない、いわゆるソウルフードとして定着している。代表的なものが「上州御用 鳥めし」である。焼いた鶏肉をスライスし、ご飯の上に載せたもので、胸肉を用いた一番人気の「竹弁当」、上位としてむね肉に加えもも肉を用いた「松弁当」がある。掛けられるタレは醤油ベースで甘味があり、鳥めし以外にもうなぎの蒲焼きのタレとしても用いられている。レシピは秘伝とされ、創業から継ぎ足して用いられている。
- 鳥めし（松）
- 鳥めし（竹）
- 鳥追い弁当
- 上州弁当
- 三山弁当

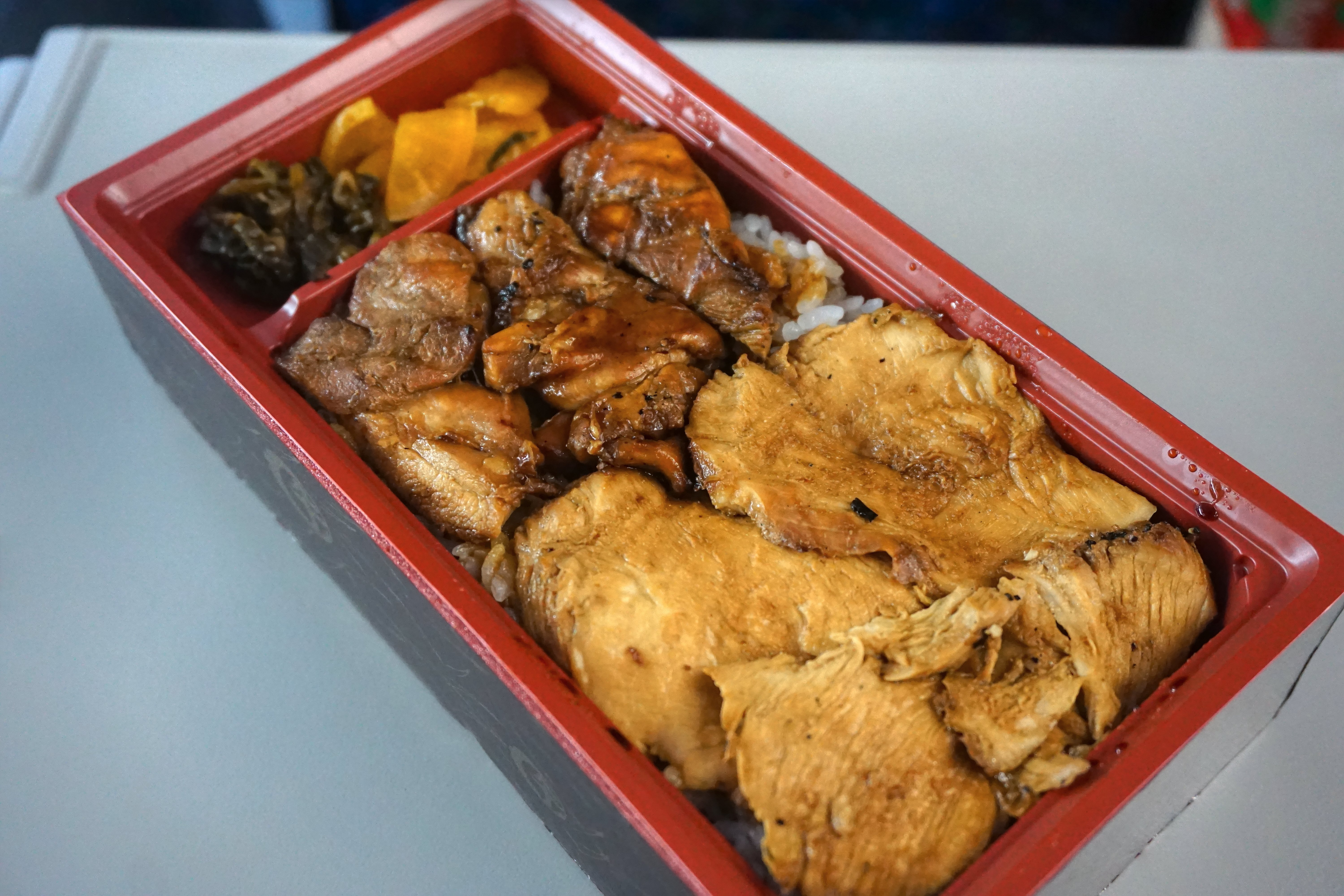
鳥めし松弁当
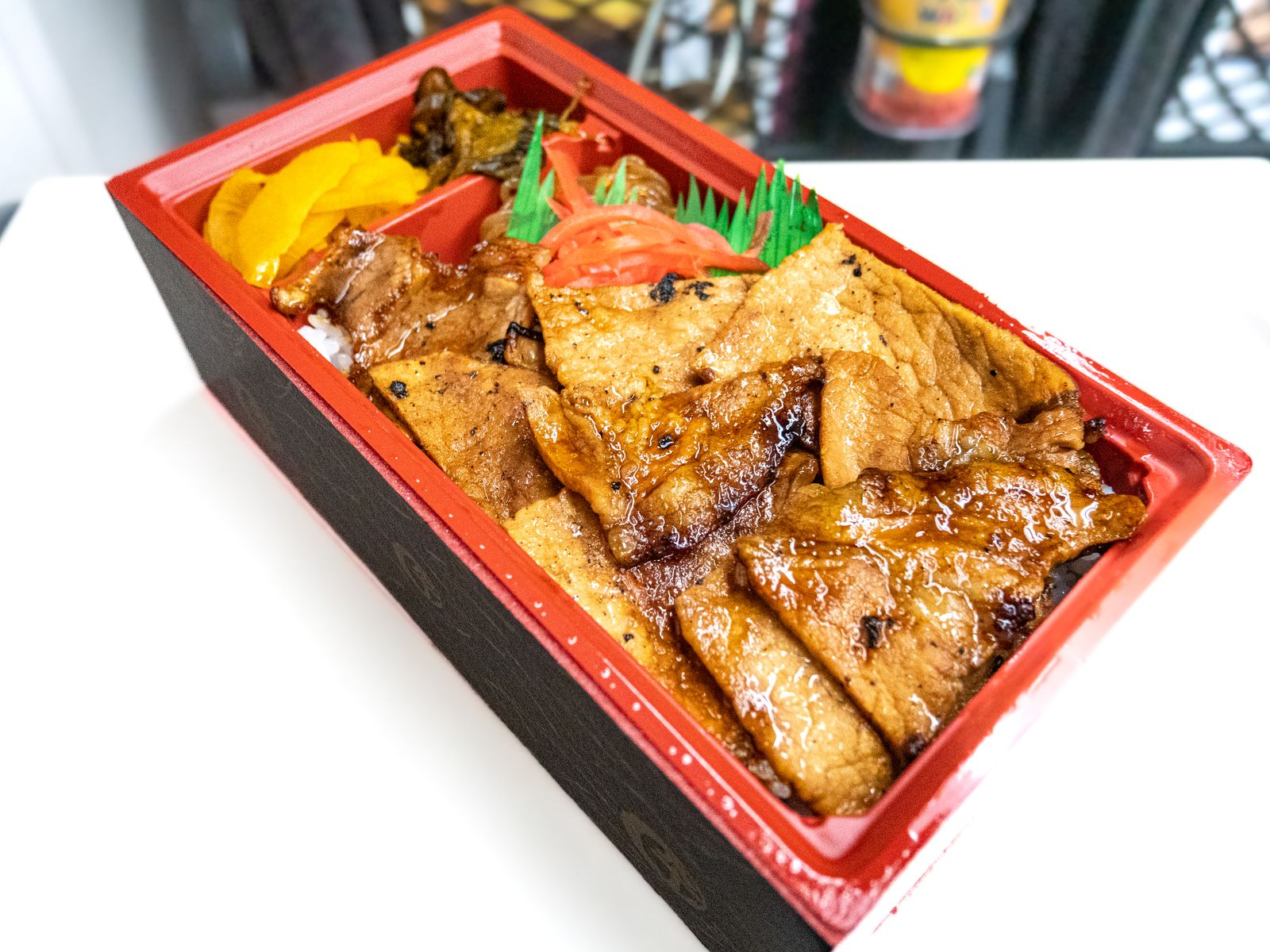
上州麦豚炙り焼き弁当

## 登利平AC
社会貢献の一環として、陸上競技チーム「登利平AC」を保有している。1999年のセビリア世界選手権、2007年の大阪世界選手権に所属選手を送り出している。

### 主な所属選手・元選手
- 坂倉良子
- 中村哲也
- 前村栄一
- 山岸正範
- 小渕瑞樹
- 鈴木宏明

## 会社に関連する作品
- 『上州登利平 たれ守り衆の50年』 - 創立50周年を記念して制作されたドラマ作品。初代社長が小料理屋を継ぎ、鳥めし弁当で成長して行く過程を描く。監督は篠原哲雄、音楽はGEN。2023年、J:COMチャンネル、群馬テレビにて放映[3]。